# Persea boliviensis
Persea boliviensis är en lagerväxtart som beskrevs av Mez & Rusby och Henry Hurd Rusby. Persea boliviensis ingår i släktet avokador, och familjen lagerväxter. Inga underarter finns listade i Catalogue of Life.